# Neoscirula aliciae
Neoscirula aliciae är en spindeldjursart som beskrevs av Mejía-Recamier och Palacios-Vargas 2007. Neoscirula aliciae ingår i släktet Neoscirula och familjen Cunaxidae. Inga underarter finns listade i Catalogue of Life.